# Equipos participantes en la Copa Mundial Femenina de Fútbol Sub-17 de 2022
La Copa Mundial Femenina de Fútbol Sub-17 de 2022 se celebró en India entre el 11 al 30 de octubre de 2022. Para su fase final se clasificaron 16 selecciones. Dichas selecciones fueron divididas en 4 grupos de cuatro, para posteriormente proseguir por eliminación directa hasta determinar el campeón.
La FIFA dio a conocer las listas oficiales de las 16 selecciones que disputarán la Copa Mundial Femenina Sub-17 de la FIFA India 2020.

## Grupo A

### India
Técnico:  Thomas Dennerby
| No. | Pos. | Jugadora                   | Fecha de nacimiento (edad)         | Apa. | Club                 |
| --- | ---- | -------------------------- | ---------------------------------- | ---- | -------------------- |
| 1   | POR  | Monalisha Devi Moirangthem | 3 de julio de 2006 (16 años)       |      | KRYPHSA FC           |
| 2   | DEF  | Purnima Kumari             | 10 de febrero de 2005 (17 años)    |      | Jharkhand State Team |
| 3   | DEF  | Naketa                     | 9 de septiembre de 2005 (17 años)  |      | ARA FC               |
| 4   | DEF  | Shilky Devi Hemam          | 23 de noviembre de 2005 (17 años)  |      | Young Welfare Club   |
| 5   | DEF  | Astam Oraon                | 5 de febrero de 2005 (17 años)     |      | Jharkhand State Team |
| 6   | MED  | Babina Devi Lisham         | 1 de febrero de 2005 (17 años)     |      | Companeroes SC       |
| 7   | DEL  | Neha                       | 19 de mayo de 2006 (16 años)       |      | HOPS FC              |
| 8   | MED  | Kajol Hubert Dsouza        | 28 de abril de 2006 (16 años)      |      | Parikrma FC          |
| 9   | DEL  | Lynda Kom Serto            | 28 de febrero de 2005 (17 años)    |      | Young Welfare Club   |
| 10  | DEL  | Lavanya Upadhyay           | 25 de mayo de 2006 (16 años)       |      | Signature FC         |
| 11  | DEL  | Anita Kumari               | 9 de agosto de 2005 (17 años)      |      | Jharkhand State Team |
| 12  | MED  | Shelia Devi Loktongbam     | 16 de agosto de 2006 (16 años)     |      | ICSA Irengbam        |
| 13  | POR  | Melody Chanu Keisham       | 2 de marzo de 2006 (16 años)       |      | Young Welfare Club   |
| 14  | DEL  | Sudha Ankita Tirkey        | 8 de octubre de 2005 (17 años)     |      | Jharkhand State Team |
| 15  | MED  | Shailja                    | 29 de agosto de 2005 (17 años)     |      | Hindustan FC         |
| 16  | MED  | Shubhangi Singh            | 11 de junio de 2006 (16 años)      |      | Bhuj Kutch FC        |
| 17  | MED  | Nitu Linda                 | 5 de abril de 2006 (16 años)       |      | Jharkhand State Team |
| 18  | DEL  | Rejiya Devi Laishram       | 1 de febrero de 2005 (17 años)     |      | Young Welfare Club   |
| 19  | DEF  | Varshika                   | 22 de septiembre de 2006 (16 años) |      | HOPS FC              |
| 20  | DEF  | Kajal                      | 12 de enero de 2005 (17 años)      |      | HOPS FC              |
| 21  | POR  | Anjali Munda               | 10 de junio de 2005 (17 años)      |      | Jharkhand State Team |

### Estados Unidos
Técnico:  Natalia Astrain Massa
| No. | Pos. | Jugadora                  | Fecha de nacimiento (edad)         | Apa. | Club                            |
| --- | ---- | ------------------------- | ---------------------------------- | ---- | ------------------------------- |
| 1   | POR  | Abigail Page Gundry       | 10 de marzo de 2005 (17 años)      |      | North Carolina Courage          |
| 2   | DEF  | Nicola Fraser             | 25 de enero de 2006 (16 años)      |      | Real Colorado                   |
| 3   | DEF  | Savannah Mckenzie King    | 7 de febrero de 2006 (16 años)     |      | Slammers HB Køge                |
| 4   | DEF  | Cameron Nicole Roller     | 21 de junio de 2005 (17 años)      |      | Solar SC                        |
| 5   | DEF  | Ella Mary Emri            | 15 de diciembre de 2005 (17 años)  |      | San Diego Surf Soccer Club      |
| 6   | MED  | Samantha Elizabeth Smith  | 22 de septiembre de 2005 (17 años) |      | Boise Thorns FC                 |
| 7   | MED  | Riley Francis Jackson     | 2 de diciembre de 2005 (17 años)   |      | Concorde Fire Soccer Club       |
| 8   | MED  | Charlotte Ruth Kohler     | 18 de octubre de 2005 (17 años)    |      | Los Altos High School           |
| 9   | DEL  | Taylor Marie Suarez       | 27 de mayo de 2005 (17 años)       |      | Charlotte Soccer Academy        |
| 10  | MED  | Mia Elizabeth Bhuta       | 29 de diciembre de 2005 (17 años)  |      | Agente libre                    |
| 11  | DEL  | Nicollette Kiorpes        | 9 de septiembre de 2005 (17 años)  |      | New England Futbol Club         |
| 12  | POR  | Victoria Safradin         | 23 de abril de 2005 (17 años)      |      | Internationals SC               |
| 13  | DEL  | Emeri Kate Adames         | 3 de abril de 2006 (16 años)       |      | Solar SC                        |
| 14  | DEL  | Melina Angelica Rebimbas  | 4 de mayo de 2005 (17 años)        |      | Players Development Academy     |
| 15  | MED  | Ella Ryan Sanchez         | 8 de marzo de 2005 (17 años)       |      | Racing Louisville Football Club |
| 16  | DEL  | Amalia Martina Villarreal | 27 de marzo de 2006 (16 años)      |      | Michigan Jaguars FC             |
| 17  | DEF  | Jordyn Nishai Bugg        | 11 de agosto de 2006 (16 años)     |      | San Diego Surf Soccer Club      |
| 18  | DEL  | Onyeka Paloma Gamero      | 23 de febrero de 2006 (16 años)    |      | Beach FC                        |
| 19  | MED  | Lauren Grace Martinho     | 9 de octubre de 2005 (17 años)     |      | North Carolina Courage          |
| 20  | DEF  | Gisele Olivia Thompson    | 2 de diciembre de 2005 (17 años)   |      | Total Futbol Academy            |
| 21  | POR  | Valentina Cerri Do Amaral | 5 de abril de 2005 (17 años)       |      | Florida Kraze Krush Soccer Club |

### Marruecos
Técnico:  Anthony Franck Gérard Rimasson
| No. | Pos. | Jugadora                         | Fecha de nacimiento (edad)         | Apa. | Club                                  |
| --- | ---- | -------------------------------- | ---------------------------------- | ---- | ------------------------------------- |
| 1   | POR  | Louisa Derbali                   | 29 de noviembre de 2005 (17 años)  |      | VfL Borussia Mönchengladbach          |
| 2   | DEF  | Hajar Said                       | 22 de mayo de 2005 (17 años)       |      | Najah Souss Agadir                    |
| 3   | DEF  | Dania Boussatta                  | 16 de febrero de 2005 (17 años)    |      | AFC DWS                               |
| 4   | DEF  | Nadia Benassou                   | 4 de febrero de 2005 (17 años)     |      | FC Vendenheim                         |
| 5   | DEF  | Hiba Karami                      | 1 de junio de 2005 (17 años)       |      | Fath Union Sport de Rabat             |
| 6   | MED  | Lina Laetitia Farida Nabila Aich | 27 de enero de 2006 (16 años)      |      | Stade de Reims Femenino               |
| 7   | DEL  | Kenza Laksiri                    | 7 de junio de 2006 (16 años)       |      | RSC Anderlecht                        |
| 8   | DEF  | Wissal El Assaoui                | 26 de julio de 2005 (17 años)      |      | Chabab Atlas Khénifra                 |
| 9   | MED  | Samya Masnaoui                   | 16 de septiembre de 2005 (17 años) |      | AFC DWS                               |
| 10  | DEL  | Djennah Cherif                   | 10 de enero de 2006 (16 años)      |      | Feyenoord de Róterdam                 |
| 11  | DEL  | Doha El Madani                   | 20 de octubre de 2005 (17 años)    |      | Association Étoile Avenir             |
| 12  | POR  | Wissal Titah                     | 28 de septiembre de 2005 (17 años) |      | Chabab Atlas Khénifra                 |
| 13  | DEF  | Dania Mrabti                     | 13 de febrero de 2005 (17 años)    |      | Excelsior                             |
| 14  | DEL  | Kamilia Et Tayyeby               | 15 de febrero de 2005 (17 años)    |      | FC Mulhouse                           |
| 15  | MED  | Houda Elmestour                  | 12 de marzo de 2005 (17 años)      |      | FAR Rabat                             |
| 16  | POR  | Ameerah Jo Maamry                | 22 de mayo de 2006 (16 años)       |      | Racing Louisville Football Club       |
| 17  | DEL  | Yasmine Zouhir                   | 16 de julio de 2005 (17 años)      |      | AS Saint-Étienne                      |
| 18  | MED  | Ambre Basser-Drunet              | 12 de septiembre de 2005 (17 años) |      | FC Girondins de Burdeos               |
| 19  | DEL  | Mina Bacha El Hamzaoui           | 15 de noviembre de 2005 (17 años)  |      | RC Estrasburgo Alsacia                |
| 20  | DEF  | Fatima El Ghazouani              | 11 de mayo de 2005 (17 años)       |      | US Quevilly-Rouen Métropole           |
| 21  | MED  | Iman El Hannachi                 | 18 de mayo de 2005 (17 años)       |      | Tottenham Hotspur Football Club Women |

### Brasil
Técnico:  Simone Jatobá
| No. | Pos. | Jugadora     | Fecha de nacimiento (edad)         | Apa. | Club              |
| --- | ---- | ------------ | ---------------------------------- | ---- | ----------------- |
| 1   | POR  | Leilane      | 29 de junio de 2005 (17 años)      |      | Ferroviária       |
| 2   | DEF  | Luana Gusmão | 4 de agosto de 2006 (16 años)      |      | Ferroviária       |
| 3   | DEF  | Guta         | 5 de mayo de 2005 (17 años)        |      | SC Internacional  |
| 4   | DEF  | Grazy        | 18 de agosto de 2005 (17 años)     |      | Ferroviária       |
| 5   | DEF  | Kédima       | 25 de marzo de 2005 (17 años)      |      | São Paulo FC      |
| 6   | DEL  | Alice        | 9 de mayo de 2005 (17 años)        |      | SC Internacional  |
| 7   | MED  | Aline        | 7 de julio de 2005 (17 años)       |      | Ferroviária       |
| 8   | DEF  | Ana Júlia    | 30 de abril de 2005 (17 años)      |      | São Paulo FC      |
| 9   | DEL  | Jhonson      | 13 de octubre de 2005 (17 años)    |      | Toledo EC         |
| 10  | MED  | Carol        | 1 de junio de 2005 (17 años)       |      | São Paulo FC      |
| 11  | MED  | Dudinha      | 4 de julio de 2005 (17 años)       |      | São Paulo FC      |
| 12  | POR  | Elu          | 8 de junio de 2006 (16 años)       |      | São Paulo FC      |
| 13  | DEF  | Aninha       | 30 de abril de 2006 (16 años)      |      | São Paulo FC      |
| 14  | DEF  | Myka         | 17 de enero de 2007 (15 años)      |      | SC Internacional  |
| 15  | DEF  | Rebeca       | 1 de septiembre de 2005 (17 años)  |      | Fortaleza EC      |
| 16  | MED  | Ana Flávia   | 31 de agosto de 2005 (17 años)     |      | São Paulo FC      |
| 17  | MED  | Lara         | 1 de septiembre de 2005 (17 años)  |      | SC Corinthians    |
| 18  | DEF  | Gabi Berchon | 12 de septiembre de 2005 (17 años) |      | SC Internacional  |
| 19  | DEL  | Rhaissa      | 17 de julio de 2006 (16 años)      |      | Ferroviária       |
| 20  | DEL  | Juju         | 18 de enero de 2007 (15 años)      |      | Florida United SC |
| 21  | POR  | Mari         | 7 de julio de 2005 (17 años)       |      | Fluminense FC     |

## Grupo B

### Alemania
Técnico:  Friederike Margareta Kromp
| No. | Pos. | Jugadora                     | Fecha de nacimiento (edad)         | Apa. | Club                |
| --- | ---- | ---------------------------- | ---------------------------------- | ---- | ------------------- |
| 1   | POR  | Eve Eleanor Böettcher        | 25 de enero de 2005 (17 años)      |      | RB Leipzig          |
| 2   | DEF  | Annaleen Böhler              | 18 de julio de 2005 (17 años)      |      | FC Bayern de Múnich |
| 3   | DEF  | Antonia Margit Dehm          | 19 de septiembre de 2005 (17 años) |      | FC Bayern de Múnich |
| 4   | DEF  | Emily Wallrabenstein         | 9 de septiembre de 2006 (16 años)  |      | Eintracht Fráncfort |
| 5   | DEF  | Jella Veit                   | 3 de mayo de 2005 (17 años)        |      | Eintracht Fráncfort |
| 6   | MED  | Mathilde Janzen              | 14 de febrero de 2005 (17 años)    |      | TSG 1899 Hoffenheim |
| 7   | DEL  | Mara Alber                   | 6 de septiembre de 2005 (17 años)  |      | TSG 1899 Hoffenheim |
| 8   | MED  | Paulina Ruth Eugenie Platner | 16 de noviembre de 2005 (17 años)  |      | Eintracht Fráncfort |
| 9   | DEL  | Marie Steiner                | 4 de septiembre de 2005 (17 años)  |      | TSG 1899 Hoffenheim |
| 10  | MED  | Alara Şehitler               | 27 de noviembre de 2006 (16 años)  |      | FV Ravensburg       |
| 11  | MED  | Svea Stoldt                  | 3 de diciembre de 2005 (17 años)   |      | Hamburgo SV         |
| 12  | POR  | Lina Altenburg               | 23 de marzo de 2005 (17 años)      |      | Eintracht Fráncfort |
| 13  | DEF  | Sandra Walbeck               | 5 de marzo de 2005 (17 años)       |      | 1. FC Colonia       |
| 14  | DEF  | Marlene Deyß                 | 26 de marzo de 2005 (17 años)      |      | Hamburgo SV         |
| 15  | MED  | Laila Portella               | 7 de mayo de 2007 (17 años)        |      | FC Esslingen e.V.   |
| 16  | MED  | Lilith Joana Schmidt         | 8 de junio de 2006 (16 años)       |      | 1. FC Colonia       |
| 17  | DEL  | Paulina Bartz                | 9 de mayo de 2005 (17 años)        |      | Eimsbütteler TV     |
| 18  | DEL  | Melina Krüger                | 5 de enero de 2006 (16 años)       |      | Magdeburger FFC     |
| 19  | DEL  | Loreen Bender                | 21 de agosto de 2005 (17 años)     |      | Eintracht Fráncfort |
| 20  | DEF  | Laura Gloning                | 5 de junio de 2005 (17 años)       |      | FC Bayern de Múnich |
| 21  | POR  | Hannah Etzold                | 13 de abril de 2005 (17 años)      |      | Werder Bremen       |

### Nigeria
Técnico:  Olanrewaju Bankole Olowookere
| No. | Pos. | Jugadora                   | Fecha de nacimiento (edad)         | Apa. | Club                           |
| --- | ---- | -------------------------- | ---------------------------------- | ---- | ------------------------------ |
| 1   | POR  | Faith Oriyomi Omilana      | 1 de diciembre de 2005 (17 años)   |      | Naija Ratels FC                |
| 2   | DEF  | Omamuzo Josephine Edafe    | 2 de febrero de 2006 (16 años)     |      | Rivers Angels F.C.             |
| 3   | DEF  | Miracle Ofem Usani         | 20 de junio de 2007 (15 años)      |      | Abia Angels FC                 |
| 4   | MED  | Mary Shola Aderemi         | 7 de noviembre de 2007 (15 años)   |      | Bayelsa Queens F.C.            |
| 5   | DEF  | Tumininu Fatimoh Adeshina  | 22 de abril de 2006 (16 años)      |      | Naija Ratels FC                |
| 6   | DEF  | Shakirat Olamide Oyinlola  | 8 de enero de 2006 (16 años)       |      | Naija Ratels FC                |
| 7   | DEL  | Amina Omowunmi Bello       | 18 de diciembre de 2005 (17 años)  |      | Naija Ratels FC                |
| 8   | MED  | Blessing Ngozi Emmanuel    | 7 de junio de 2006 (16 años)       |      | Naija Ratels FC                |
| 9   | DEL  | Alvine Essee Dah-Zossu     | 22 de octubre de 2005 (17 años)    |      | Osun Babes F.C.                |
| 10  | MED  | Taiwo Tewogbola Afolabi    | 2 de marzo de 2007 (15 años)       |      | Delta Queens F.C.              |
| 11  | MED  | Chidera Nancy Okenwa       | 12 de diciembre de 2005 (17 años)  |      | Abia Angels FC                 |
| 12  | MED  | Alima Maud Attervall Alase | 6 de noviembre de 2006 (16 años)   |      | IFK Göteborg                   |
| 13  | DEF  | Comfort Folorunsho         | 26 de enero de 2006 (16 años)      |      | Delta Queens F.C.              |
| 14  | DEL  | Yetunde Zarat Ayantosho    | 7 de noviembre de 2007 (15 años)   |      | Osun Babes F.C.                |
| 15  | DEF  | Immaculata Edet Offiong    | 25 de diciembre de 2005 (17 años)  |      | Abia Angels FC                 |
| 16  | POR  | Linda Chikamso Jiwuaku     | 6 de junio de 2006 (16 años)       |      | Confluence Queens F.C.         |
| 17  | DEL  | Opeyemi Esther Ajakaye     | 30 de diciembre de 2005 (17 años)  |      | FC Robo Queens                 |
| 18  | MED  | Bisola Olaide Mosaku       | 19 de octubre de 2006 (16 años)    |      | Prince Kazeem Football Academy |
| 19  | DEF  | Orvegwe Blessing Sunday    | 15 de octubre de 2005 (17 años)    |      | Edo Queens F.C.                |
| 20  | DEL  | Edidiong Raymond Etim      | 29 de septiembre de 2007 (15 años) |      | Bayelsa Queens F.C.            |
| 21  | POR  | Jessica Chikamso Inyiama   | 7 de diciembre de 2005 (17 años)   |      | Rivers Angels F.C.             |

### Chile
Técnico:  Alex Patricio Castro Ortega
| No. | Pos. | Jugadora                                 | Fecha de nacimiento (edad)         | Apa. | Club                       |
| --- | ---- | ---------------------------------------- | ---------------------------------- | ---- | -------------------------- |
| 1   | POR  | Catalina Isidora Mellado Alvarado        | 23 de mayo de 2006 (16 años)       |      | CSD Colo-Colo              |
| 2   | DEF  | Anaís Almendra Cifuentes San Juan        | 1 de enero de 2005 (17 años)       |      | CSD Colo-Colo              |
| 3   | DEF  | Monserrat Consuelo Hernández Scarpati    | 19 de julio de 2005 (17 años)      |      | CD Santiago Morning        |
| 4   | DEF  | Tali Sima Rovner Yudelevich              | 29 de junio de 2005 (17 años)      |      | CD Universidad Católica    |
| 5   | DEF  | Catalina Figueroa Fernández              | 28 de enero de 2005 (17 años)      |      | CD Universidad Católica    |
| 6   | MED  | Anaís Alexandra Álvarez Portilla         | 4 de julio de 2007 (15 años)       |      | CSD Colo-Colo              |
| 7   | DEL  | Constanza De Lourdes Oliver Rubilar      | 8 de diciembre de 2005 (17 años)   |      | CD Santiago Morning        |
| 8   | MED  | Ámbar Carolay Figueroa Rollino           | 24 de octubre de 2007 (15 años)    |      | CD Santiago Morning        |
| 9   | DEL  | Maitte Betzabeth Tapia Mauna             | 16 de septiembre de 2005 (17 años) |      | CD Palestino               |
| 10  | MED  | Paloma Aracely Bustamante Duarte         | 7 de diciembre de 2005 (17 años)   |      | CSD Colo-Colo              |
| 11  | DEL  | Natsumy Sahomy Millones Bugueño          | 1 de enero de 2007 (15 años)       |      | CD Coquimbo Unido          |
| 12  | POR  | Emelie Amira Josephine Borie Mecklenburg | 31 de julio de 2006 (16 años)      |      | Club Universidad de Chile  |
| 13  | DEF  | Emma Claire González Anderson            | 27 de diciembre de 2006 (16 años)  |      | Club Universidad de Chile  |
| 14  | MED  | Sabrina Andrea Clavijo Escobar           | 16 de enero de 2005 (17 años)      |      | CD Palestino               |
| 15  | DEL  | Arantza Grettel Suazo Águila             | 23 de febrero de 2006 (16 años)    |      | Club de Deportes La Serena |
| 16  | MED  | Rachel Valentina Ramirez Zamora          | 9 de mayo de 2006 (16 años)        |      | CSD Colo-Colo              |
| 17  | DEL  | Mariel Valentina Pastenes Caro           | 25 de abril de 2005 (17 años)      |      | CD Palestino               |
| 18  | DEL  | Daniela Florencia Acevedo Neira          | 28 de febrero de 2006 (16 años)    |      | Club Universidad de Chile  |
| 19  | DEF  | Constanza Alejandra Gutiérrez Muñoz      | 10 de febrero de 2006 (16 años)    |      | CD Palestino               |
| 20  | DEF  | Martina Antonela De Jesús Oses Parra     | 21 de junio de 2006 (16 años)      |      | CD Arturo Fernández Vial   |
| 21  | POR  | Javiera Antonia Cárdenas González        | 5 de mayo de 2005 (17 años)        |      | Club Universidad de Chile  |

### Nueva Zelanda
Técnico:  Leon Birnie
| No. | Pos. | Jugadora                        | Fecha de nacimiento (edad)        | Apa. | Club                       |
| --- | ---- | ------------------------------- | --------------------------------- | ---- | -------------------------- |
| 1   | POR  | Aimee Feinberg-Danieli          | 11 de febrero de 2005 (17 años)   |      | Auckland United FC         |
| 2   | DEF  | Suya Haering                    | 3 de julio de 2005 (17 años)      |      | Northern Rovers FC         |
| 3   | DEF  | Ella Rose McMillan              | 20 de marzo de 2005 (17 años)     |      | Wellington Phoenix FC      |
| 4   | DEF  | Marie Frances Green             | 12 de enero de 2005 (17 años)     |      | Ellerslie AFC              |
| 5   | DEF  | Manaia Poppy Manaia Poppy       | 21 de abril de 2005 (17 años)     |      | Melville United            |
| 6   | MED  | Charlotte Oinah Louise Mortlock | 9 de marzo de 2006 (16 años)      |      | Cashmere Technical FC      |
| 7   | DEL  | Ruby Sofia Nathan               | 11 de octubre de 2005 (17 años)   |      | Auckland United FC         |
| 8   | MED  | Helena Maree Errington          | 31 de julio de 2005 (17 años)     |      | Western Suburbs FC         |
| 9   | DEL  | Emily Louise Foy Clegg          | 1 de noviembre de 2005 (17 años)  |      | Auckland United FC         |
| 10  | MED  | Olivia Margaret Ingham          | 9 de noviembre de 2005 (17 años)  |      | Wellington Phoenix FC      |
| 11  | MED  | Kiara Bercelli                  | 23 de febrero de 2005 (17 años)   |      | Alamein FC                 |
| 12  | DEL  | Alexis Renee Cook               | 1 de julio de 2005 (17 años)      |      | Northern Rovers FC         |
| 13  | MED  | Lara Colpi                      | 5 de mayo de 2005 (17 años)       |      | Western Springs AFC        |
| 14  | MED  | Olivia Jane Page                | 2 de febrero de 2005 (17 años)    |      | Eastern Suburbs AFC        |
| 15  | MED  | Ella Renee McCann               | 25 de marzo de 2005 (17 años)     |      | FC Nelson                  |
| 16  | DEF  | Rebekah Margaret Trewhitt       | 13 de diciembre de 2005 (17 años) |      | Palmerston North Marist FC |
| 17  | DEF  | Lara Rose Smith                 | 18 de marzo de 2006 (16 años)     |      | Wellington United AFC      |
| 18  | POR  | Madeleine Rose Iro              | 24 de octubre de 2005 (17 años)   |      | Cashmere Technical FC      |
| 19  | MED  | Zoe Kate Benson                 | 14 de agosto de 2006 (16 años)    |      | Eastern Suburbs AFC        |
| 20  | MED  | Megan Louise Simpson            | 1 de septiembre de 2006 (16 años) |      | Nomads United AFC          |
| 21  | POR  | Sophie Leigh Campbell           | 23 de febrero de 2007 (15 años)   |      | New Plymouth Rangers AFC   |

## Grupo C

### España
Técnico:  Eugenio Gonzalo Martin
| No. | Pos. | Jugadora                 | Fecha de nacimiento (edad)         | Apa. | Club                     |
| --- | ---- | ------------------------ | ---------------------------------- | ---- | ------------------------ |
| 1   | POR  | Sofía Fuente Andrés      | 14 de marzo de 2005 (17 años)      |      | Real Madrid CF           |
| 2   | DEF  | Judit Pujols             | 25 de febrero de 2005 (17 años)    |      | FC Barcelona             |
| 3   | DEF  | Yolanda Sierra           | 17 de enero de 2005 (17 años)      |      | Club Atlético de Madrid  |
| 4   | DEF  | Noelia Correro Ferrer    | 8 de agosto de 2005 (17 años)      |      | Real Madrid CF           |
| 5   | DEF  | Sandra Villafañe Serrada | 18 de septiembre de 2005 (17 años) |      | Madrid CFF               |
| 6   | DEF  | Marina Artero            | 24 de octubre de 2005 (17 años)    |      | Athletic Club            |
| 7   | DEL  | Lucía Corrales Álvarez   | 24 de noviembre de 2005 (17 años)  |      | FC Barcelona             |
| 8   | MED  | Olaya Enrique            | 10 de mayo de 2005 (17 años)       |      | Real Madrid CF           |
| 9   | MED  | Vicky López              | 26 de julio de 2006 (16 años)      |      | FC Barcelona             |
| 10  | DEL  | Carla Camacho            | 2 de mayo de 2005 (17 años)        |      | Real Madrid CF           |
| 11  | DEL  | Jone Amezaga             | 2 de enero de 2005 (17 años)       |      | Athletic Club            |
| 12  | MED  | Ainhoa Alguacil          | 8 de enero de 2006 (16 años)       |      | Valencia CF              |
| 13  | POR  | Eunate Astralaga         | 30 de noviembre de 2005 (17 años)  |      | Athletic Club            |
| 14  | MED  | Nina Pou                 | 23 de octubre de 2005 (17 años)    |      | FC Barcelona             |
| 15  | DEF  | Sara Ortega Ruiz         | 20 de febrero de 2005 (17 años)    |      | Athletic Club            |
| 16  | MED  | Cristina Librán Quiroga  | 11 de enero de 2006 (16 años)      |      | Real Madrid CF           |
| 17  | MED  | Marina Rivas Jaen        | 2 de julio de 2005 (17 años)       |      | Madrid CFF               |
| 18  | DEF  | Naara Miranda San Miguel | 28 de marzo de 2005 (17 años)      |      | CDE Racing Féminas       |
| 19  | DEL  | Laia Martret             | 28 de agosto de 2005 (17 años)     |      | FC Barcelona             |
| 20  | DEL  | Paula Partido            | 2 de marzo de 2005 (17 años)       |      | Real Madrid CF           |
| 21  | POR  | Jimena Vicario Casal     | 7 de junio de 2005 (17 años)       |      | Club Deportivo Parquesol |

### Colombia
Técnico:  Carlos Paniagua
| No. | Pos. | Jugadora                        | Fecha de nacimiento (edad)         | Apa. | Club                   |
| --- | ---- | ------------------------------- | ---------------------------------- | ---- | ---------------------- |
| 1   | POR  | Luisa Fernanda Agudelo Morelo   | 27 de marzo de 2007 (15 años)      |      | Deportivo Cortuluá     |
| 2   | MED  | Mary José Álvarez Espitaleta    | 22 de agosto de 2005 (17 años)     |      | Independiente Medellín |
| 3   | DEF  | Cristina Motta Chavarro         | 15 de septiembre de 2005 (17 años) |      | Fortaleza CEIF         |
| 4   | DEF  | María Camila Correa Tovar       | 13 de enero de 2005 (17 años)      |      | Deportivo Pereira      |
| 5   | DEF  | Stefanía Perlaza                | 25 de septiembre de 2005 (17 años) |      | Deportivo Cali         |
| 6   | MED  | Eliana Andrea Agudelo Ospina    | 19 de febrero de 2006 (16 años)    |      | Mochi FC               |
| 7   | MED  | Laura Daniela Garavito Perdomo  | 5 de abril de 2005 (17 años)       |      | Soccer Future          |
| 8   | MED  | Natalia Hernández Sules         | 19 de enero de 2005 (17 años)      |      | Orsomarso SC           |
| 9   | DEL  | Yésica Muñoz                    | 27 de abril de 2005 (17 años)      |      | Independiente Medellín |
| 10  | MED  | Gabriela Rodríguez              | 10 de mayo de 2005 (17 años)       |      | América de Cali        |
| 11  | DEL  | Linda Caicedo                   | 22 de febrero de 2005 (17 años)    |      | Deportivo Cali         |
| 12  | POR  | Jimena Ospina Domínguez         | 26 de octubre de 2006 (16 años)    |      | Deportivo Cali         |
| 13  | DEF  | Ana María Guzmán Zapata         | 11 de junio de 2005 (17 años)      |      | Deportivo Pereira      |
| 14  | DEF  | María Fernanda Viáfara Bravo    | 22 de julio de 2006 (16 años)      |      | Independiente Santa Fe |
| 15  | DEF  | Dayana Valentina Beltrán Lara   | 3 de marzo de 2005 (17 años)       |      | Fortaleza CEIF         |
| 16  | MED  | Juana Sofía Ortegón Giraldo     | 6 de agosto de 2006 (16 años)      |      | Deportivo Cali         |
| 17  | MED  | Sofía Patiño Gálvez             | 17 de enero de 2006 (16 años)      |      | Deportivo Pereira      |
| 18  | DEL  | Orianna Quintero Lemmel         | 20 de diciembre de 2005 (17 años)  |      | América de Cali        |
| 19  | DEF  | Elsa María Gómez Alvarado       | 19 de marzo de 2006 (16 años)      |      | Deportivo Pereira      |
| 20  | MED  | Karla Daniela Viancha Gutiérrez | 8 de noviembre de 2005 (17 años)   |      | Independiente Santa Fe |
| 21  | POR  | María Camila Chuquen Martínez   | 24 de agosto de 2005 (17 años)     |      | Soccer Future          |

### México
Técnico:  Ana Laura Galindo
| No. | Pos. | Jugadora                            | Fecha de nacimiento (edad)         | Apa. | Club                         |
| --- | ---- | ----------------------------------- | ---------------------------------- | ---- | ---------------------------- |
| 1   | POR  | Carmen Sarahí López Manzano         | 17 de marzo de 2005 (17 años)      |      | DKSC                         |
| 2   | MED  | Michel Jacquelin Fong Camargan      | 2 de junio de 2006 (16 años)       |      | Club Tijuana                 |
| 3   | DEF  | Ana Mendoza González                | 7 de agosto de 2005 (17 años)      |      | Pumas UNAM                   |
| 4   | DEF  | Natalia Judith Colin Ruiz           | 17 de mayo de 2005 (17 años)       |      | Deportivo Toluca             |
| 5   | DEF  | Giselle Espinoza Parra              | 8 de marzo de 2005 (17 años)       |      | Concorde Fire SC             |
| 6   | MED  | Julie Anna López Carrillo           | 24 de febrero de 2005 (17 años)    |      | Southern California Blues SC |
| 7   | DEL  | Maribel Flores Hernández            | 8 de enero de 2005 (17 años)       |      | LAFC Slammers                |
| 8   | MED  | Fátima Servin Sánchez               | 17 de mayo de 2005 (17 años)       |      | CF Monterrey                 |
| 9   | DEL  | Tatiana Flores                      | 15 de septiembre de 2005 (17 años) |      | Chelsea FCW                  |
| 10  | DEL  | Alice Soto                          | 26 de marzo de 2006 (16 años)      |      | CF Pachuca                   |
| 11  | DEL  | Valerie Vargas Arceo                | 25 de mayo de 2005 (17 años)       |      | Beach FC                     |
| 12  | POR  | Renatta Fedra Cota Muñoz            | 12 de mayo de 2005 (17 años)       |      | Club América                 |
| 13  | DEF  | Lauren Grace Omholt Almy            | 3 de febrero de 2005 (17 años)     |      | Solar SC                     |
| 14  | DEF  | Daniela Montserrat Meza Barba       | 28 de febrero de 2005 (17 años)    |      | Atlas FC                     |
| 15  | MED  | Grecia Valeria Pineda Almanza       | 2 de enero de 2005 (17 años)       |      | Pumas UNAM                   |
| 16  | MED  | Jade Elissa Martínez López          | 27 de agosto de 2005 (17 años)     |      | DKSC                         |
| 17  | DEL  | Layla Sirdah Ismail                 | 14 de septiembre de 2005 (17 años) |      | Tophat SC                    |
| 18  | DEF  | Katherin Edith Guijarro Sillas      | 4 de abril de 2005 (17 años)       |      | Agente libre                 |
| 19  | DEL  | Angelique Montserrat Saldívar Pavón | 20 de septiembre de 2006 (16 años) |      | Club América                 |
| 20  | MED  | Sofia Jimenez                       | 9 de marzo de 2005 (17 años)       |      | Club Puebla                  |
| 21  | POR  | Camila Vázquez Haro                 | 17 de julio de 2007 (15 años)      |      | Atlas FC                     |

### China
Técnico:  Anzhi Wang
| No. | Pos. | Jugadora      | Fecha de nacimiento (edad)         | Apa. | Club                          |
| --- | ---- | ------------- | ---------------------------------- | ---- | ----------------------------- |
| 1   | POR  | Chen Liu      | 30 de junio de 2006 (16 años)      |      | Shandong JingHua FC           |
| 2   | DEF  | Zhiyi Xu      | 21 de noviembre de 2005 (17 años)  |      | Wuxi Sports                   |
| 3   | DEF  | Yi Wang       | 27 de enero de 2006 (16 años)      |      | Changzhou Changti FC          |
| 4   | DEF  | Jiaxin Huang  | 25 de enero de 2006 (16 años)      |      | Shanghai FA                   |
| 5   | DEF  | Yejia Wu      | 11 de enero de 2006 (16 años)      |      | Wuxi Sports                   |
| 6   | MED  | Jiayu Lu      | 18 de enero de 2006 (16 años)      |      | Shanghai FA                   |
| 7   | MED  | Yuexin Huo    | 8 de marzo de 2005 (17 años)       |      | Jiangsu Jiangning Football    |
| 8   | MED  | Aifang Wang   | 15 de enero de 2006 (16 años)      |      | Liaoning Baiye FC             |
| 9   | DEL  | Lihong Yin    | 27 de octubre de 2005 (17 años)    |      | Shanghai Shengli WFC          |
| 10  | DEF  | Ruiqi Qiao    | 17 de abril de 2005 (17 años)      |      | Jiangsu Jiangning Football    |
| 11  | MED  | Licheng Wang  | 7 de enero de 2005 (17 años)       |      | Sichuan WFC                   |
| 12  | POR  | Xinyu Guo     | 14 de marzo de 2006 (16 años)      |      | Jiangsu Jiangning Football    |
| 13  | DEL  | Hongpin Zhang | 28 de junio de 2005 (17 años)      |      | Hebei WFC                     |
| 14  | DEF  | Yujia Zeng    | 7 de julio de 2006 (16 años)       |      | Beijing Xiannongtan Sports TS |
| 15  | MED  | Xingyue Yu    | 24 de diciembre de 2006 (16 años)  |      | Evergrande Football School    |
| 16  | MED  | Yu Ge         | 15 de febrero de 2006 (16 años)    |      | Jiangsu Jiangning Football    |
| 17  | MED  | Yuhuan Ouyang | 21 de marzo de 2006 (16 años)      |      | Shenzhen FA                   |
| 18  | DEL  | Cunxin Bao    | 13 de abril de 2006 (16 años)      |      | Shaanxi Province WFC          |
| 19  | MED  | Yajie Sun     | 27 de enero de 2005 (17 años)      |      | Shanghai FA                   |
| 20  | DEF  | Mijia Wang    | 20 de febrero de 2005 (17 años)    |      | Dalian Professional WFC       |
| 21  | POR  | Mengqi Chen   | 22 de septiembre de 2005 (17 años) |      | Tianjin Shengde FC            |

## Grupo D

### Japón
Técnico:  Michihisa Kano
| No. | Pos. | Jugadora          | Fecha de nacimiento (edad)         | Apa. | Club                              |
| --- | ---- | ----------------- | ---------------------------------- | ---- | --------------------------------- |
| 1   | POR  | Uruha Iwasaki     | 13 de marzo de 2006 (16 años)      |      | Nojima Stella Kanagawa Sagamihara |
| 2   | MED  | Uno Shiragaki     | 11 de octubre de 2005 (17 años)    |      | Cerezo Osaka Sakai Ladies         |
| 3   | DEF  | Raika Okamura     | 30 de julio de 2005 (17 años)      |      | Urawa Red Diamonds Ladies         |
| 4   | DEF  | Sayami Kusunoki   | 26 de abril de 2005 (17 años)      |      | Cerezo Osaka Sakai Ladies         |
| 5   | DEF  | Sakura Oya        | 18 de marzo de 2005 (17 años)      |      | Nojima Stella Kanagawa Sagamihara |
| 6   | DEF  | Kokoro Yoshioka   | 17 de julio de 2005 (17 años)      |      | JFA Academy Fukushima LSC         |
| 7   | MED  | Maho Konno        | 20 de diciembre de 2005 (17 años)  |      | Urawa Red Diamonds Ladies         |
| 8   | MED  | Miharu Shinjo     | 5 de febrero de 2007 (15 años)     |      | Nippon TV Tokyo Verdy Beleza      |
| 9   | DEL  | Moka Hiwatari     | 9 de octubre de 2005 (17 años)     |      | Nippon TV Tokyo Verdy Beleza      |
| 10  | MED  | Hitomi Shibata    | 23 de noviembre de 2005 (17 años)  |      | Nojima Stella Kanagawa Sagamihara |
| 11  | MED  | Miyu Matsunaga    | 8 de junio de 2006 (16 años)       |      | Nippon TV Tokyo Verdy Beleza      |
| 12  | DEL  | Mao Itamura       | 6 de agosto de 2006 (16 años)      |      | JFA Academy Fukushima LSC         |
| 13  | DEL  | Ai Tsujisawa      | 17 de diciembre de 2005 (17 años)  |      | Fujieda Junshin HS                |
| 14  | MED  | Momoko Tanikawa   | 7 de mayo de 2005 (17 años)        |      | JFA Academy Fukushima LSC         |
| 15  | DEL  | Mio Takaoka       | 21 de septiembre de 2005 (17 años) |      | Fujieda Junshin HS                |
| 16  | DEF  | Rina Nakatani     | 27 de abril de 2005 (17 años)      |      | Cerezo Osaka Sakai Ladies         |
| 17  | DEF  | Toko Koga         | 6 de enero de 2006 (16 años)       |      | JFA Academy Fukushima LSC         |
| 18  | POR  | Akari Kashima     | 7 de julio de 2005 (17 años)       |      | JFA Academy Fukushima LSC         |
| 19  | DEL  | Mao Kubota        | 30 de mayo de 2005 (17 años)       |      | Fujieda Junshin HS                |
| 20  | MED  | Yuna Marui        | 30 de agosto de 2005 (17 años)     |      | Cerezo Osaka Sakai Ladies         |
| 21  | POR  | Jessica Yuri Wulf | 20 de mayo de 2005 (17 años)       |      | Nippon TV Tokyo Verdy Beleza      |

### Tanzania
Técnico:  Bakari Nyundo Shime
| No. | Pos. | Jugadora                     | Fecha de nacimiento (edad)         | Apa. | Club              |
| --- | ---- | ---------------------------- | ---------------------------------- | ---- | ----------------- |
| 1   | POR  | Husna Zuberi Mtunda          | 31 de mayo de 2005 (17 años)       |      | Yanga Princess SC |
| 2   | DEF  | Noela Patrick Luhala         | 25 de diciembre de 2005 (17 años)  |      | Yanga Princess SC |
| 3   | MED  | Hasnath Linus Ubamba         | 8 de julio de 2006 (16 años)       |      | Fountain Gate FC  |
| 4   | DEL  | Husna Ayoub Mpanja           | 26 de enero de 2006 (16 años)      |      | Tiger Queens SA   |
| 5   | DEF  | Koku Ally Kipanga            | 20 de noviembre de 2005 (17 años)  |      | Simba Queens      |
| 6   | MED  | Joyce Fred Lema              | 15 de octubre de 2006 (16 años)    |      | Fountain Gate FC  |
| 7   | DEL  | Veronica Gabriel Mapunda     | 27 de agosto de 2006 (16 años)     |      | Mlandizi Queens   |
| 8   | DEL  | Shehat Juma Mohamedi         | 2 de octubre de 2005 (17 años)     |      | Mlandizi Queens   |
| 9   | MED  | Aisha Juma Mnunka            | 26 de julio de 2005 (17 años)      |      | Simba Queens      |
| 10  | DEL  | Zainabu Mohamed Ally         | 1 de noviembre de 2006 (16 años)   |      | Baobab Queens     |
| 11  | DEF  | Dotto Evarist Tossy          | 16 de julio de 2005 (17 años)      |      | Simba Queens      |
| 12  | DEF  | Diana William Mnally         | 11 de septiembre de 2006 (16 años) |      | Fountain Gate FC  |
| 13  | MED  | Alia Fikiri Salum            | 1 de septiembre de 2006 (16 años)  |      | Alliance Girls    |
| 14  | DEL  | Rehema Ramadhan Mohamed      | 17 de julio de 2005 (17 años)      |      | Mlandizi Queens   |
| 15  | DEF  | Florentina Fulgence Novatus  | 28 de diciembre de 2006 (16 años)  |      | Baobab Queens     |
| 16  | DEL  | Neema Paul Kinega            | 19 de febrero de 2006 (16 años)    |      | Fountain Gate FC  |
| 17  | DEF  | Christer John Bahera         | 17 de noviembre de 2005 (17 años)  |      | Fountain Gate FC  |
| 18  | POR  | Zulfa Ally Makau             | 29 de septiembre de 2006 (16 años) |      | Yanga Princess SC |
| 19  | MED  | Rahma Hassan Salim           | 13 de enero de 2006 (16 años)      |      | Baobab Queens     |
| 20  | POR  | Anatoria Audax Rwehumbiza    | 22 de enero de 2007 (15 años)      |      | Mwenge Academy    |
| 21  | DEF  | Violeth Nicholaus Mwamakamba | 9 de febrero de 2005 (17 años)     |      | Simba Queens      |

### Canadá
Técnico:  Emma Humphries
| No. | Pos. | Jugadora                     | Fecha de nacimiento (edad)        | Apa. | Club                     |
| --- | ---- | ---------------------------- | --------------------------------- | ---- | ------------------------ |
| 1   | POR  | Coralie Lallier              | 26 de mayo de 2005 (16 años)      |      | NDC-CDN Québec           |
| 2   | DEF  | Mya Elizabeth Archibald      | 31 de marzo de 2005 (17 años)     |      | NDC-CDN British Columbia |
| 3   | DEF  | Ella Grace Ottey             | 12 de agosto de 2005 (17 años)    |      | NDC-CDN Ontario          |
| 4   | MED  | Isabel Sofia Monck           | 30 de enero de 2005 (17 años)     |      | University Of Memphis    |
| 5   | DEF  | Zoe Johanna Markesini        | 7 de octubre de 2005 (17 años)    |      | NDC-CDN Ontario          |
| 6   | DEF  | Clare Marie Logan            | 24 de agosto de 2005 (17 años)    |      | NDC-CDN British Columbia |
| 7   | DEL  | Amanda Marie Allen           | 21 de febrero de 2005 (17 años)   |      | NDC-CDN Ontario          |
| 8   | MED  | Félicia Roy                  | 7 de abril de 2006 (16 años)      |      | NDC-CDN Québec           |
| 9   | DEL  | Kayla Angela Briggs          | 5 de julio de 2005 (17 años)      |      | NDC-CDN Ontario          |
| 10  | MED  | Jeneva Ann Hernandez Gray    | 5 de octubre de 2006 (16 años)    |      | NDC-CDN British Columbia |
| 11  | DEL  | Chinonyerem Annabelle Chukwu | 8 de febrero de 2007 (15 años)    |      | NDC-CDN Ontario          |
| 12  | DEF  | Janet Chidinma Kalu Okeke    | 1 de marzo de 2006 (16 años)      |      | NDC-CDN Québec           |
| 13  | MED  | Anna Louise Hauer            | 2 de octubre de 2005 (17 años)    |      | NDC-CDN British Columbia |
| 14  | DEL  | Jade Bordeleau               | 8 de febrero de 2005 (17 años)    |      | NDC-CDN Québec           |
| 15  | MED  | Emily Lauren Wong            | 9 de julio de 2007 (15 años)      |      | NDC-CDN British Columbia |
| 16  | MED  | Ashley Chaya Roberts         | 11 de marzo de 2006 (16 años)     |      | NDC-CDN British Columbia |
| 17  | DEF  | Iba Oching                   | 28 de noviembre de 2006 (16 años) |      | NDC-CDN British Columbia |
| 18  | POR  | Noelle Angelika Henning      | 4 de febrero de 2007 (15 años)    |      | NDC-CDN Ontario          |
| 19  | DEF  | Renee Toni Watson            | 28 de mayo de 2005 (17 años)      |      | NDC-CDN Ontario          |
| 20  | DEL  | Jaime Quanita Perrault       | 8 de agosto de 2006 (16 años)     |      | NDC-CDN British Columbia |
| 21  | POR  | Faith Emily Fenwick          | 4 de febrero de 2005 (17 años)    |      | NDC-CDN Ontario          |

### Francia
Técnico:  Cécile Locatelli
| No. | Pos. | Jugadora                            | Fecha de nacimiento (edad)         | Apa. | Club                                  |
| --- | ---- | ----------------------------------- | ---------------------------------- | ---- | ------------------------------------- |
| 1   | POR  | Féerine Jade Belhadj                | 14 de febrero de 2005 (17 años)    |      | Olympique de Lyon                     |
| 2   | DEF  | Taëryne Iini Elisabeth Job          | 10 de julio de 2006 (16 años)      |      | Association Sportive de Saint-Étienne |
| 3   | DEF  | Louna Belhout-Achi                  | 11 de enero de 2005 (17 años)      |      | Olympique de Lyon                     |
| 4   | DEF  | Lola Sophie Julien Boisset          | 20 de julio de 2005 (17 años)      |      | Football Club de Nantes               |
| 5   | DEF  | Alice Marques                       | 4 de mayo de 2005 (17 años)        |      | Olympique de Lyon                     |
| 6   | MED  | Wassilah Pacaud                     | 22 de septiembre de 2005 (17 años) |      | En Avant de Guingamp                  |
| 7   | DEF  | Fiona Maëva Liaigre                 | 5 de enero de 2005 (17 años)       |      | FC Girondins de Burdeos               |
| 8   | MED  | Charline Odile Annick Coutel        | 12 de junio de 2006 (16 años)      |      | Olympique de Lyon                     |
| 9   | DEL  | Lucie Calba                         | 24 de febrero de 2005 (17 años)    |      | Football Club Metz                    |
| 10  | DEL  | Shana Soukeyna Nathalie Chossenotte | 14 de febrero de 2005 (17 años)    |      | Stade de Reims                        |
| 11  | DEL  | Louise Béatrice Martineau           | 28 de julio de 2005 (17 años)      |      | ESOF Vendée La Roche-sur-Yon          |
| 12  | MED  | Juliette Maryse Marie Mossard       | 9 de julio de 2005 (17 años)       |      | Football Club de Nantes               |
| 13  | DEF  | Tara Cynthia Hermine Elimbi Gilbert | 9 de junio de 2005 (17 años)       |      | Paris Saint-Germain Football Club     |
| 14  | DEL  | Imane Touriss                       | 11 de febrero de 2005 (17 años)    |      | En Avant de Guingamp                  |
| 15  | MED  | Jeanne Ginette Nelly Dumets         | 9 de enero de 2005 (17 años)       |      | Le Havre Athletic Club                |
| 16  | POR  | Lisa Rose Marine Lebrun             | 24 de junio de 2005 (17 años)      |      | Football Club de Nantes               |
| 17  | MED  | Assa Sidibé                         | 10 de agosto de 2005 (17 años)     |      | Paris Football Club                   |
| 18  | DEF  | Agathe Jeanne Juliette Felden       | 21 de septiembre de 2005 (17 años) |      | FCE Merignac Arlac                    |
| 19  | DEL  | Mélinda Kalinguydway Mendy          | 21 de diciembre de 2006 (16 años)  |      | Le Havre Athletic Club                |
| 20  | MED  | Fanny Félicie Rossi                 | 8 de noviembre de 2005 (17 años)   |      | Paris Saint-Germain Football Club     |
| 21  | POR  | Julie Tissino                       | 13 de abril de 2005 (17 años)      |      | Grenoble Foot 38                      |